# Fontana del Porcellino
La fontana del Porcellino è uno dei monumenti più popolari di Firenze, situata a margine della loggia del Mercato Nuovo, nell'omonima piazza vicino al Ponte Vecchio.

## Storia e descrizione

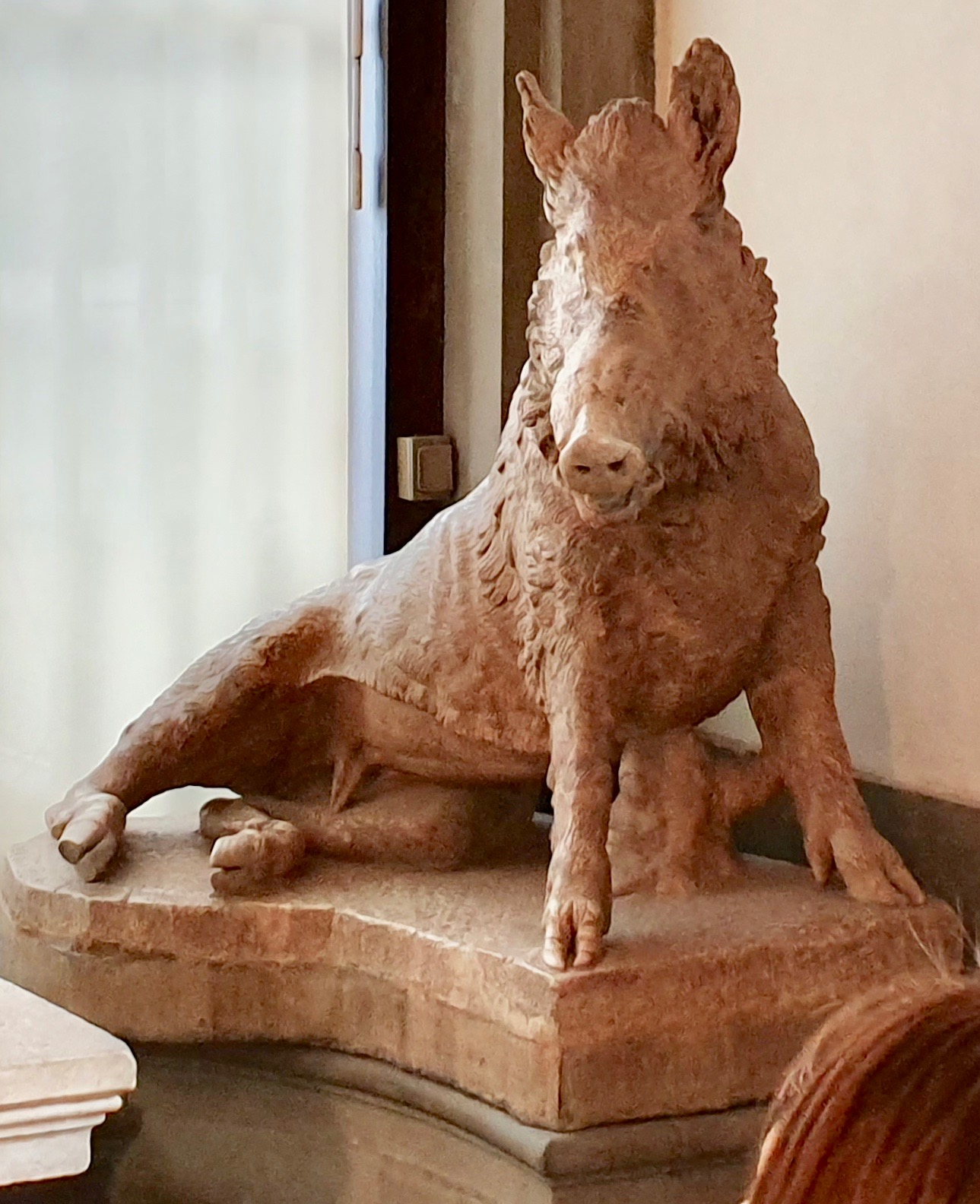
La statua ellenistica agli Uffizi

Il nome popolare della statua bronzea del "Porcellino" è improprio perché raffigura un cinghiale ferito durante la caccia, il cui originale è un marmo, copia romana di un'opera ellenistica, che papa Pio IV donò a Cosimo I nel 1560, durante la sua visita a Roma. Dell'originale marmoreo, che oggi si trova agli Uffizi, Cosimo II de' Medici commissionò una copia in bronzo a Pietro Tacca nel 1612, destinata a decorare palazzo Pitti. Tuttavia un modello in cera vide la luce solo nel 1620 circa, mentre per la fusione si dovette aspettare il 1633 circa, ritardata delle continue e più urgenti commissioni granducali, come i Quattro mori di Livorno o le due fontane di piazza Santissima Annunziata. Nonostante fosse una copia, la resa di dettagli naturalistici come il pelo dell'animale rivela la straordinaria capacità come bronzista del Tacca, che fu il migliore allievo di Giambologna.

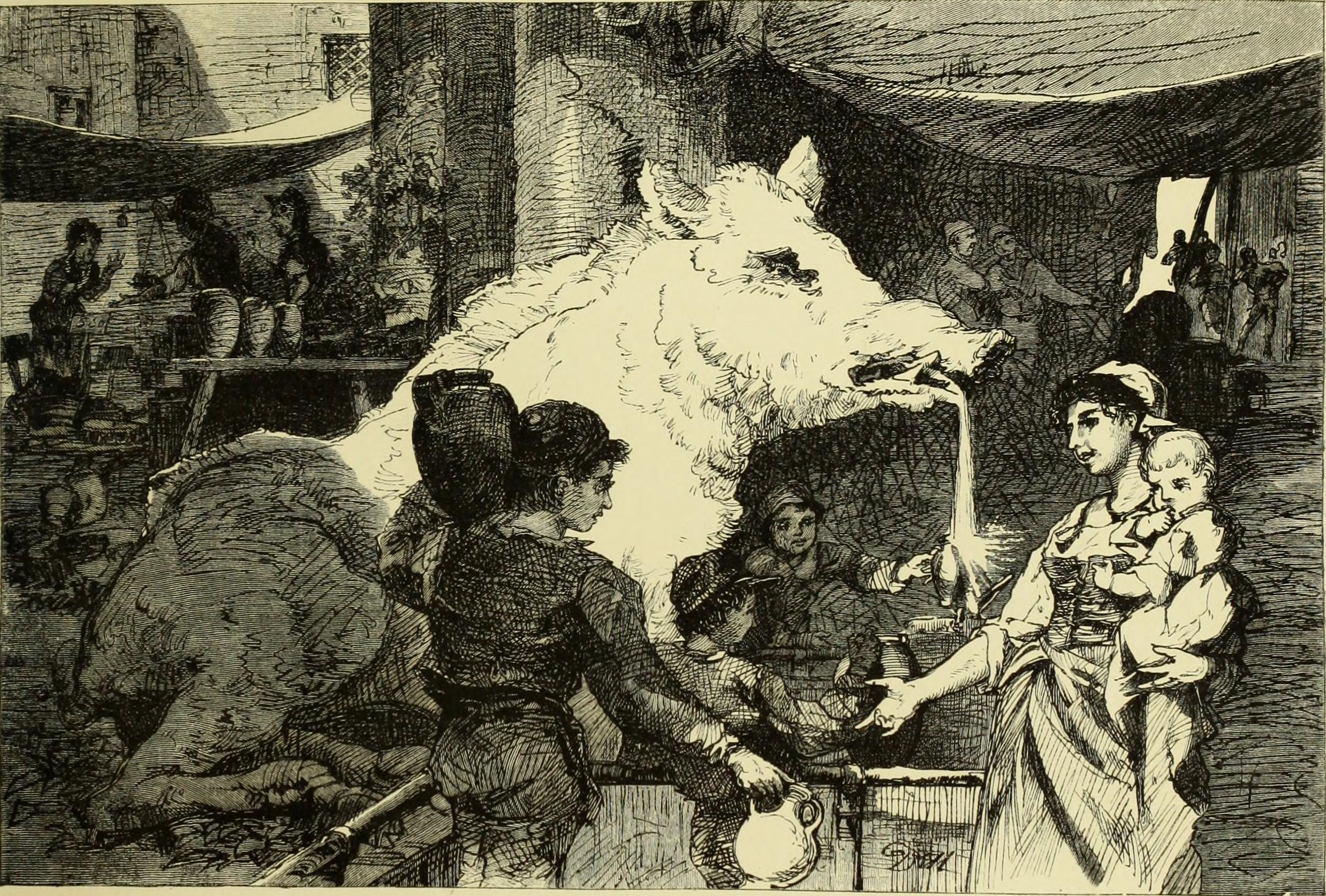
La fontana del Porcellino in un'incisione del 1877

Alcuni anni dopo la fusione Ferdinando II de' Medici decise di trasformare l'opera in una fontana, che è documentata sotto la loggia del Mercato Nuovo almeno dal 1640. Fu probabilmente in questa occasione che il Tacca creò anche il basamento ottagonale, e la vasca bronzea per la raccolta delle acque , decorata da un fitto sottobosco di piante, insetti e animaletti (oggi pure al Museo Bardini), che allude all'ambiente naturale di un acquitrino, non presente nell'originale di marmo e che lo scultore trattò con attenzione veristica, probabilmente usando anche veri animali nel modellato base di cera, come era pratica frequente. Al centro del basamento si apre la piccola vasca anteriore, a forma di fagiolo e compresa nella base, dove cade il rivolo d'acqua che esce dalla bocca del Porcellino.

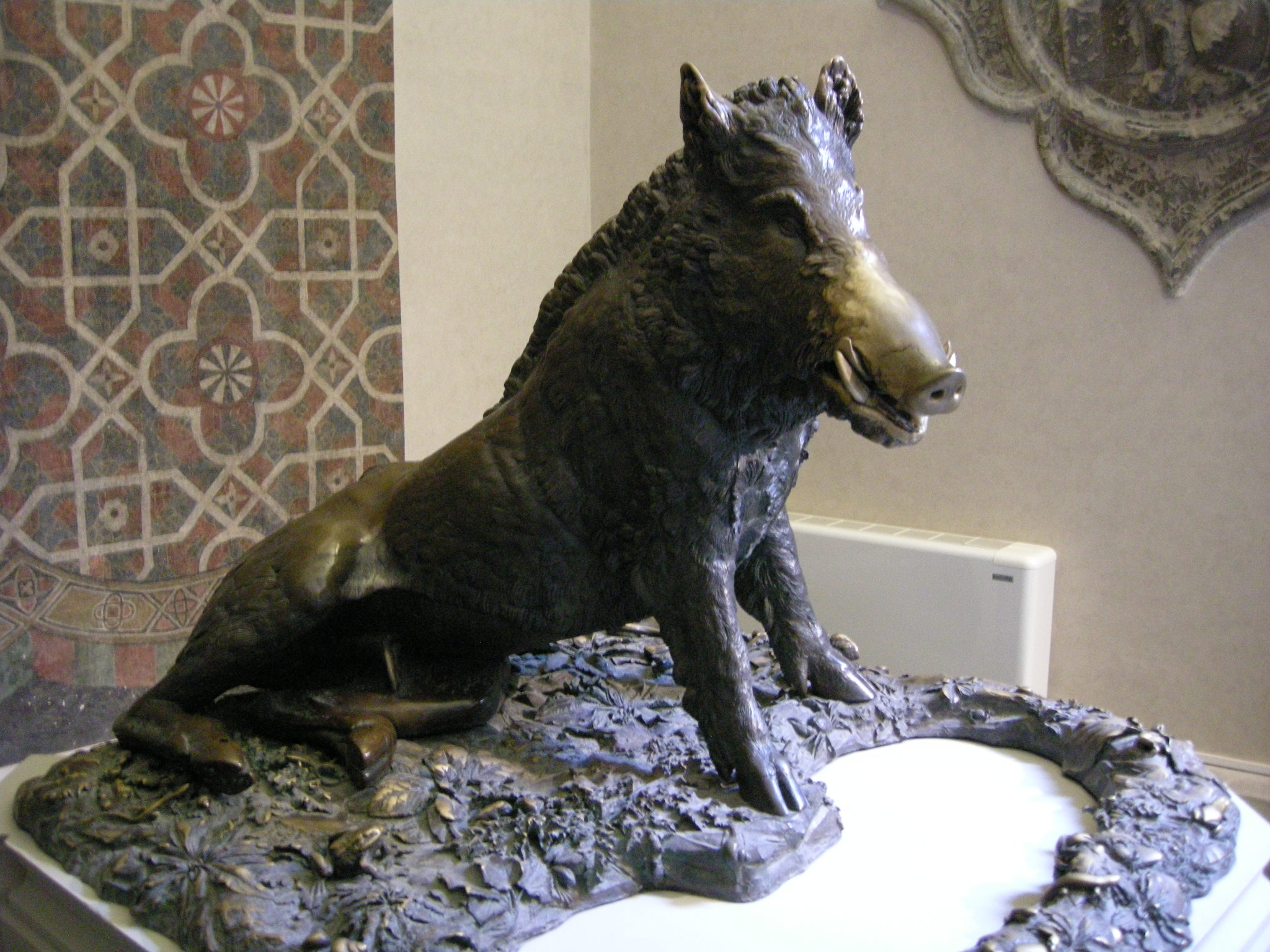
Il Porcellino originale al Museo Bardini

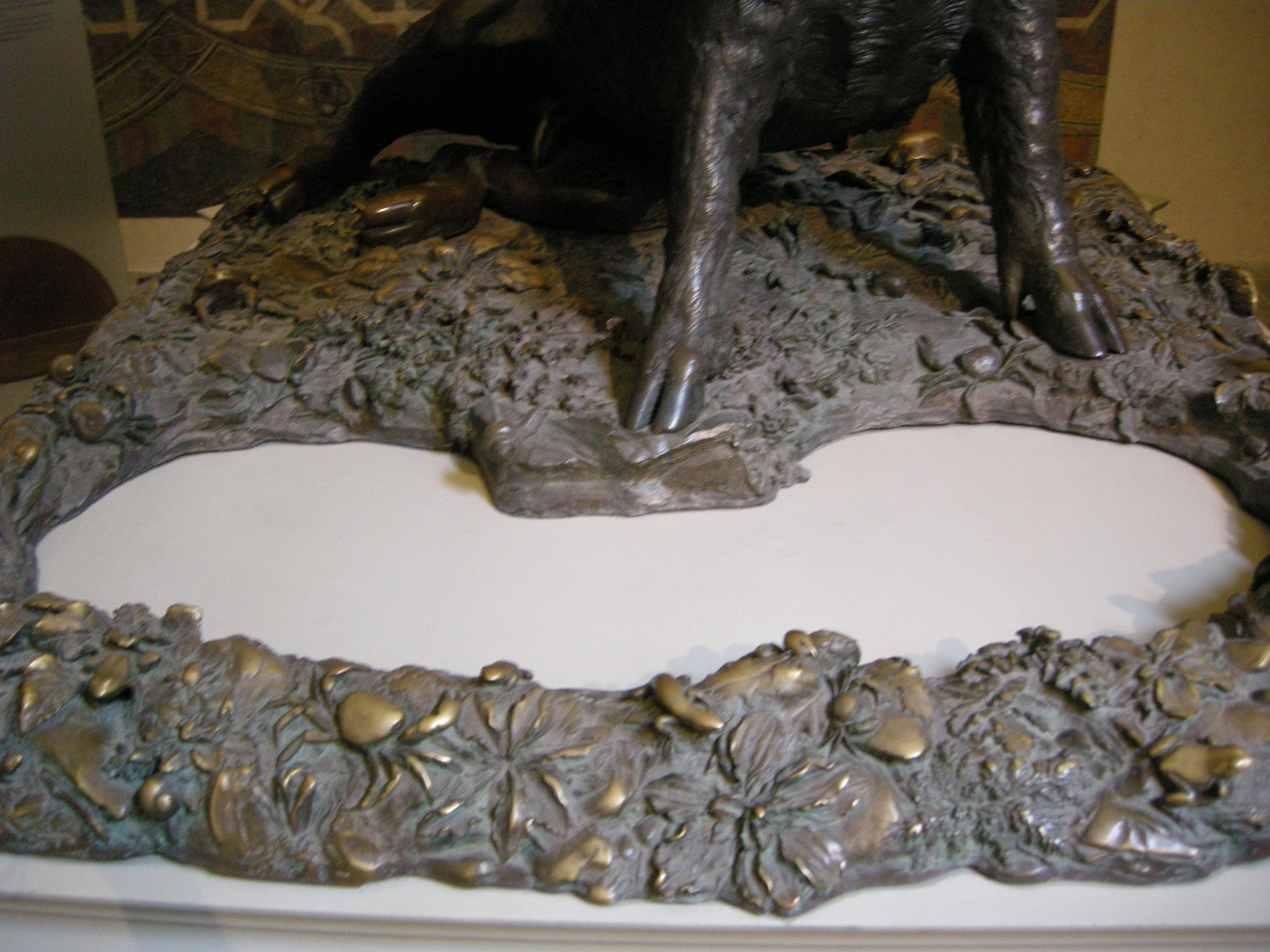
La base di Giovanni Benelli e Clemente Papi, nel Museo Bardini

La fontana aveva una funzione principalmente pratica, oltre che decorativa, perché approvvigionava l'acqua ai mercanti che commerciavano sotto la loggia, che a quel tempo erano specializzati nella compravendita di stoffe pregiate quali sete, broccati e panni di lana. La collocazione originaria, come documenta un ricco materiale fotografico e grafico, era a levante, davanti all'omonima spezieria del Cinghiale, lungo via Por Santa Maria.
Proprio l'uso continuativo del getto d'acqua (raggiunto da dietro passando sui rilievi della base) portò a una accentuata abrasione del metallo, che indusse in un primo momento a montare una ringhiera di protezione su disegno di Mariano Falcini e a sistemare in aderenza alla ringhiera una fontanella per un più pratico approvvigionamento dell'acqua (1854), quindi a rinnovare del tutto la base con una nuova modellata da Giovanni Benelli (1856), ovviamente ispirata alla precedente ma comprendente significative varianti dovute all'impossibilità di leggere correttamente le forme originarie dell'opera. La nuova base fu fusa da Clemente Papi, che nell'occasione provvide anche a restaurare la figura dell'animale (1857).
Nel 1928, per facilitare la viabilità lungo la trafficata strada di via Por Santa Maria, la fontana venne spostata nella posizione attuale sul lato sud, davanti all'odierna ex-Borsa Merci. L'anima del basamento, ammattonata, venne rifatta e i materiali originali vennero rimontati nel lapidario sotterraneo del Museo di San Marco. 
Dopo la seconda guerra mondiale, essendosi radicato l'uso di sfregare il muso dell'animale per ingraziarsi la Fortuna e auspicare (per il turista occasionale) un ritorno a Firenze, si è posto il problema di una consunzione della stessa fusione del cinghiale del Tacca. Così, nel 1998, l'intera fonte è stata rimossa e sostituita da una copia che riproduce con grande fedeltà i punti di abrasione dell'originale e le varie patine superficiali, realizzata dalla Fonderia Artistica Ferdinando Marinelli nel 1988, come ricorda esplicita un'incisione sul bordo destro.
L'originale statua è dal 2004 al museo Bardini, vicina sia al consunto basamento originale, sia a quello di Clemente Papi.

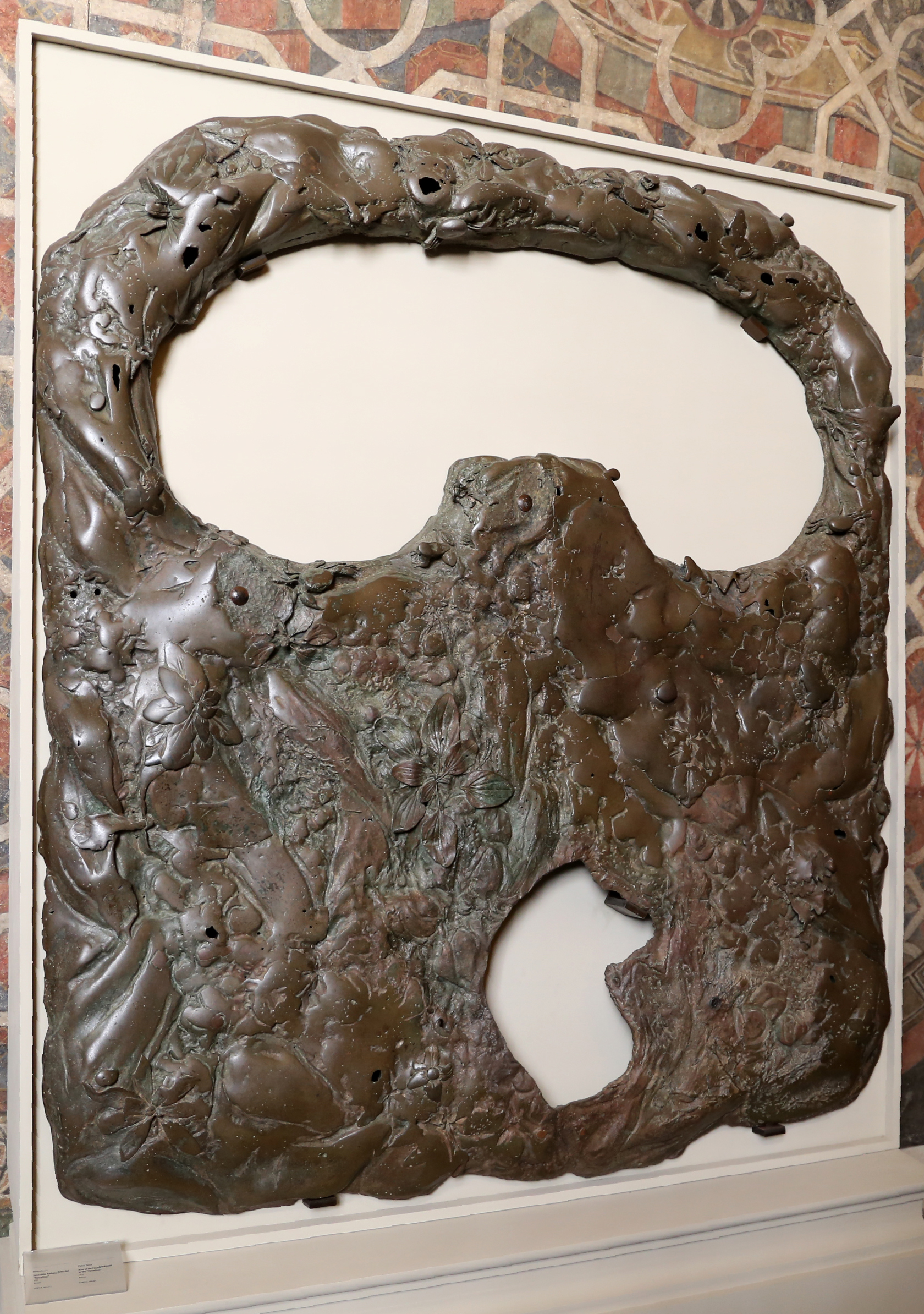
Quel che resta della base originale di Pietro Tacca, nel Museo Bardini
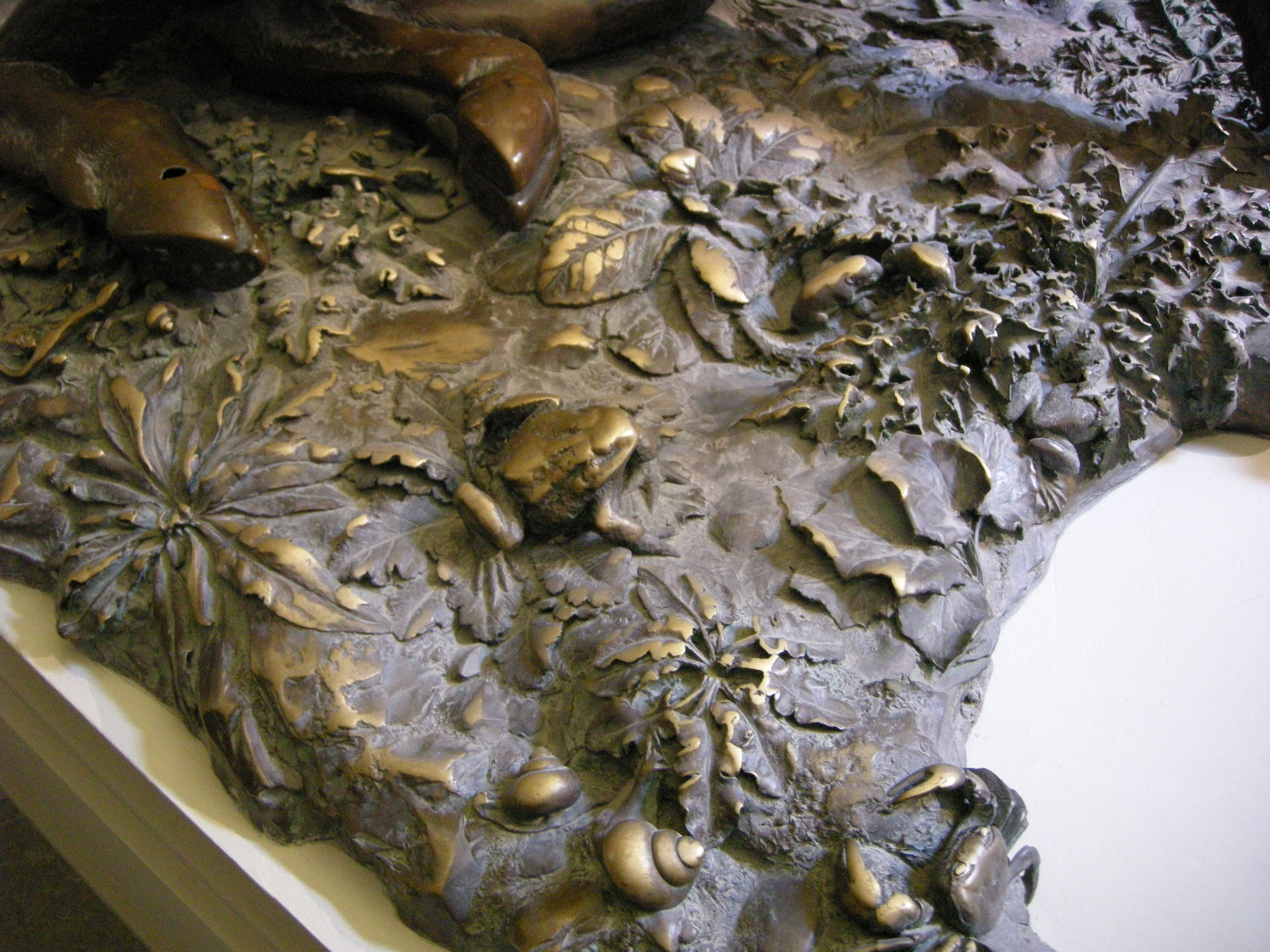
Dettaglio della base ottocentesca
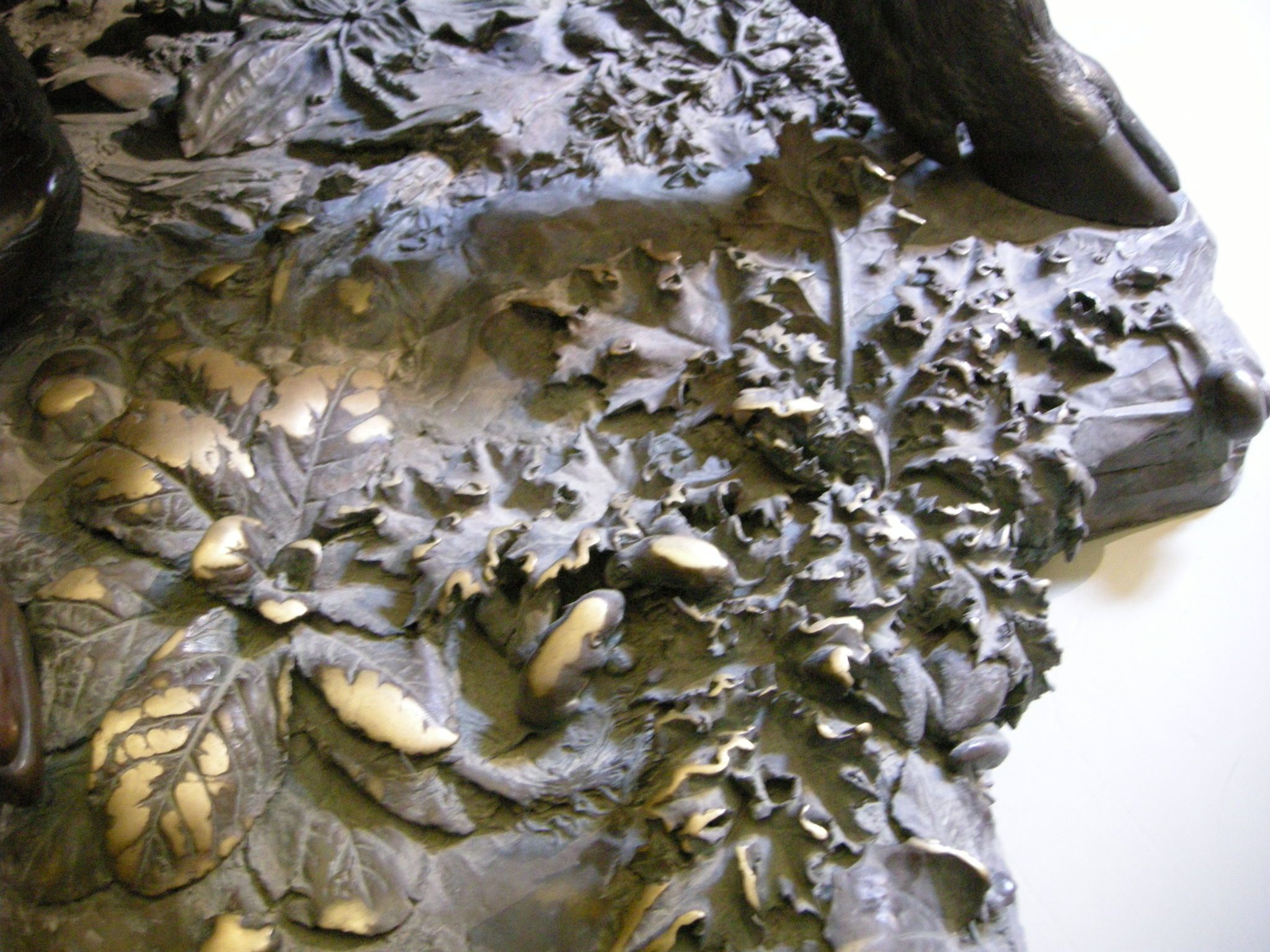
Dettaglio della base ottocentesca
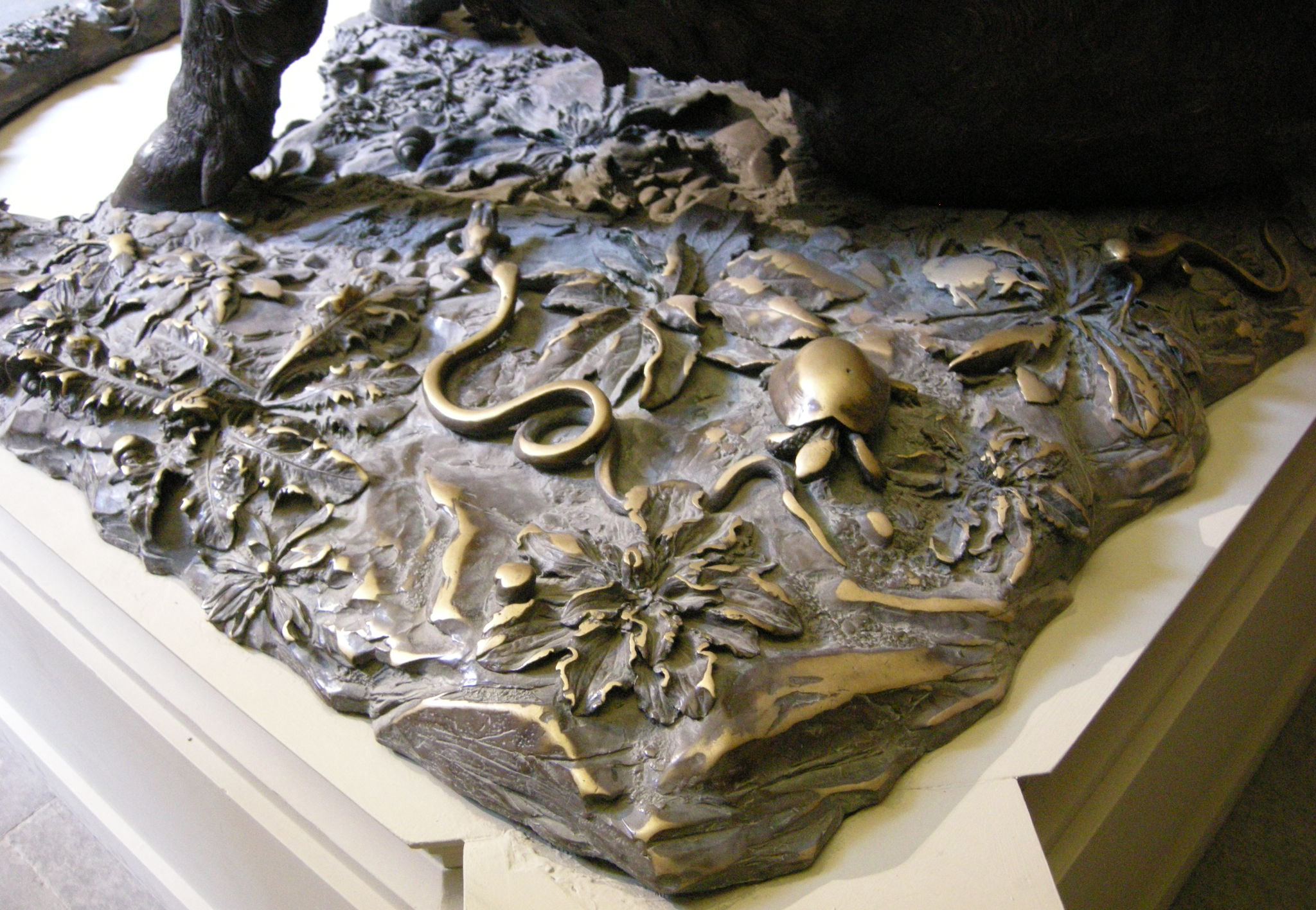
Dettaglio della base ottocentesca
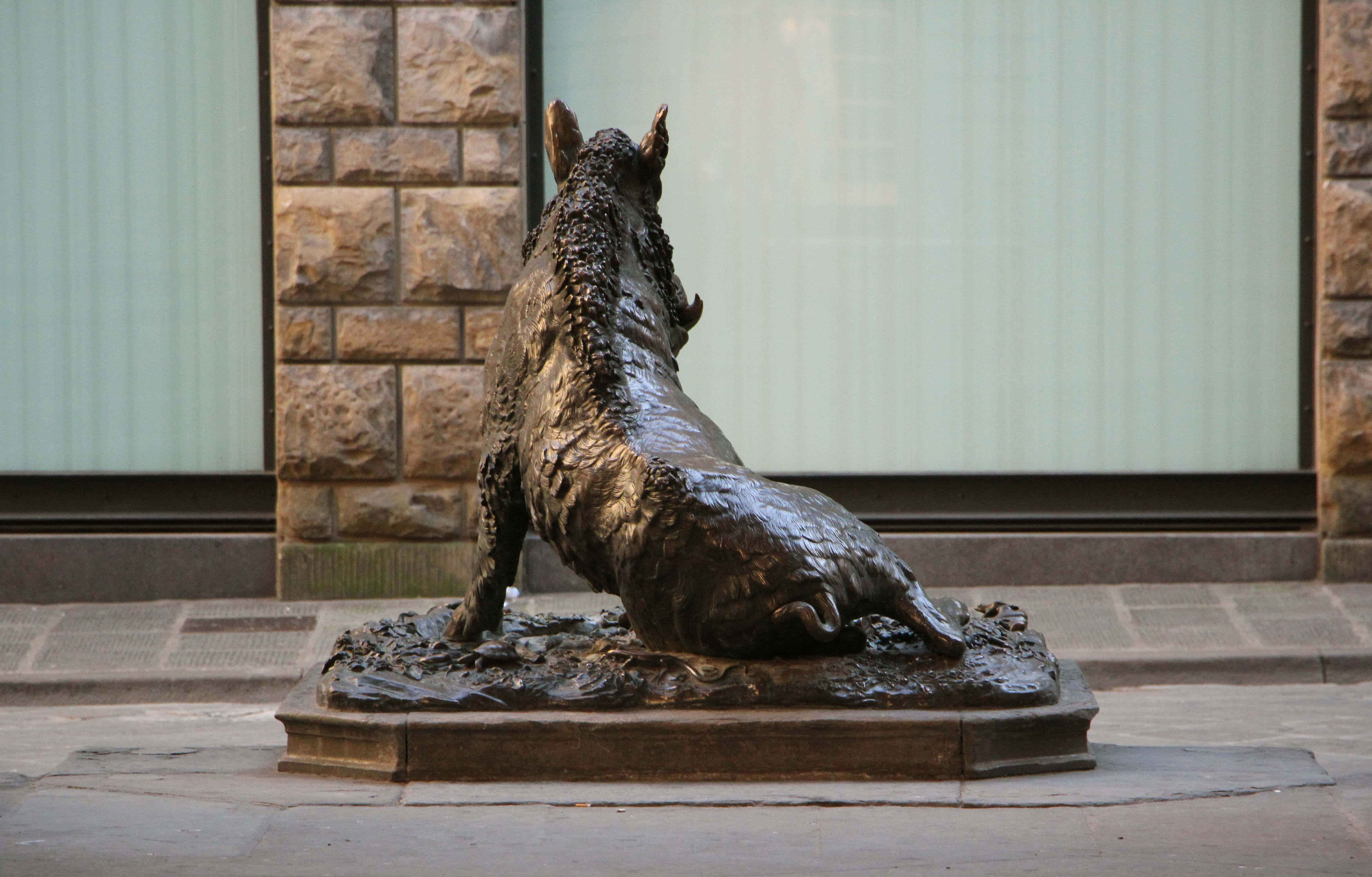
Il Porcellino visto da dietro

## Credenze

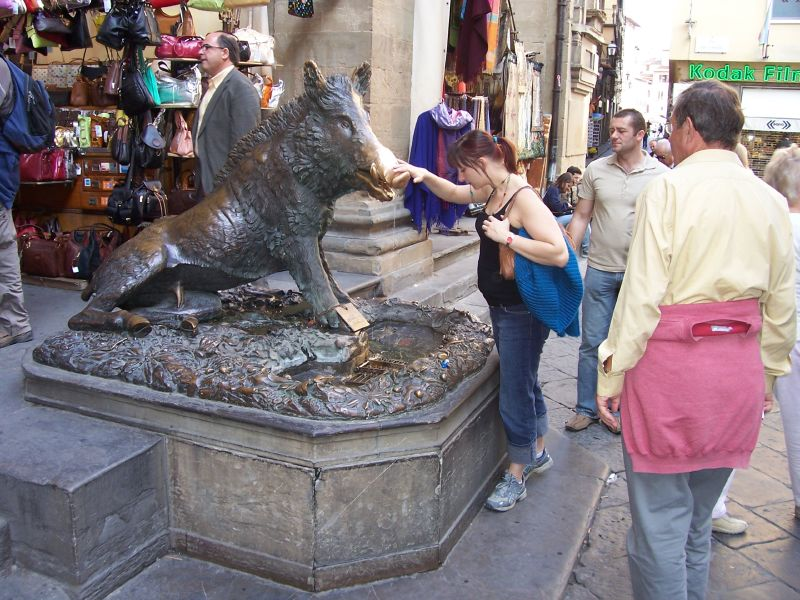
Il rito dello sfregamento del naso

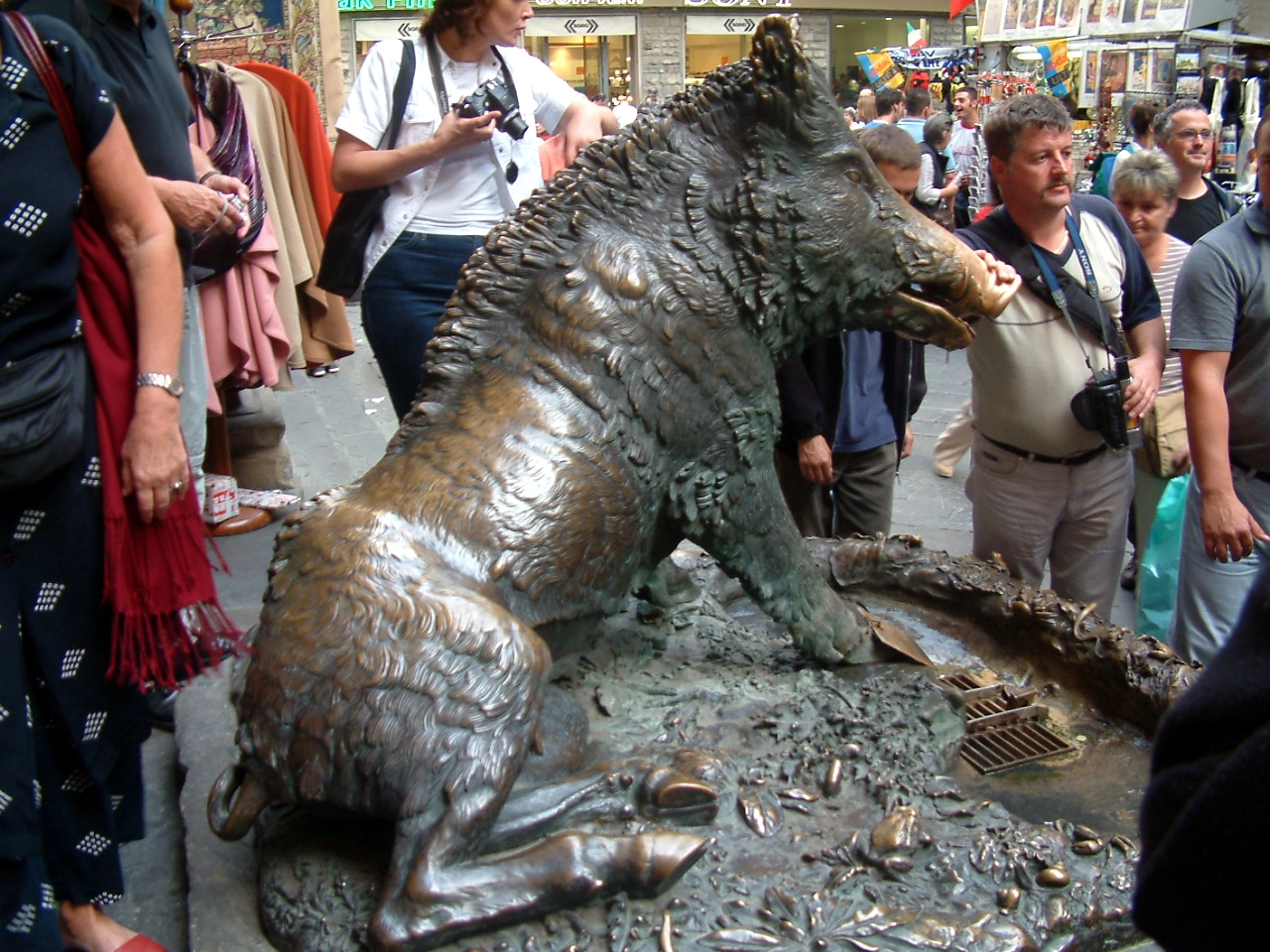
Il Porcellino tra i turisti

La tradizione popolare vuole che toccare il naso del Porcellino porti fortuna, che infatti risplende per la continua lucidatura quotidiana di centinaia di mani. La procedura completa per ottenere un buon auspicio consisterebbe nel mettere una monetina in bocca al Porcellino dopo averne strofinato il naso: se la monetina cadendo oltrepassa la grata dove cade l'acqua porterà fortuna, altrimenti no. In realtà l'inclinazione è tale che solo le monete più pesanti cadano facilmente nelle fessure.
I proventi della raccolta delle monete dalla fontana sono interamente devoluti all'Opera della Divina Provvidenza Madonnina del Grappa.

## Omaggi e citazioni
Hans Christian Andersen, dopo un viaggio a Firenze, dedicò al Porcellino una delle sue fiabe, Il porcellino di bronzo; ciò è ricordato anche da una lapide sulla loggia del Mercato Nuovo.
Nei due film della saga di Harry Potter, Harry Potter e la camera dei segreti e Harry Potter e i Doni della Morte - Parte 2, una copia della fontana del Porcellino è visibile in un paio di inquadrature: come elemento di arredo del set del salone d'ingresso della scuola di Hogwarts nel primo, e all'interno della Stanza delle Necessità nel secondo.
Un'altra inquadratura di una copia del Porcellino è visibile all'inizio del film Quo Vadis di Mervyn Le Roy (1951).

## Copie
Della fontana esistono numerose copie nel mondo: per esempio una è nel parco del castello di Enghien in Belgio, un'altra si trova in Place Richelme a Aix-en-Provence, in Francia; altre due ancora si trovano a Monaco di Baviera. Esiste, inoltre, una copia del Porcellino nel campus universitario dell'’Università di Waterloo a Waterloo, in Ontario.
Un'altra ancora si trova davanti all'Ospedale di Sydney: venne donata nel 1968 dalla fiorentina Marchesa Fiaschi Torrigiani in memoria del medico italiano attivo in Australia Piero Fiaschi; si dice che porti fortuna strofinarle il naso, come la statua originale, e simboleggia inoltre l'amicizia tra Italia e Australia. Le monetine ivi raccolte sono donate all'Ospedale.
Una copia fu donata dal comune di Firenze a quello di Grosseto nel 1953 in occasione della fondazione del borgo di Rispescia per inaugurare l'attuazione della riforma fondiaria in Maremma. La scultura è situata nella piazza principale di Rispescia.
Un'altra copia si trova nella città di Guayaquil in Ecuador, precisamente nel Malecón Simón Bolivar, e un'altra ancora al Parterres at Park 57, East River, New York City.

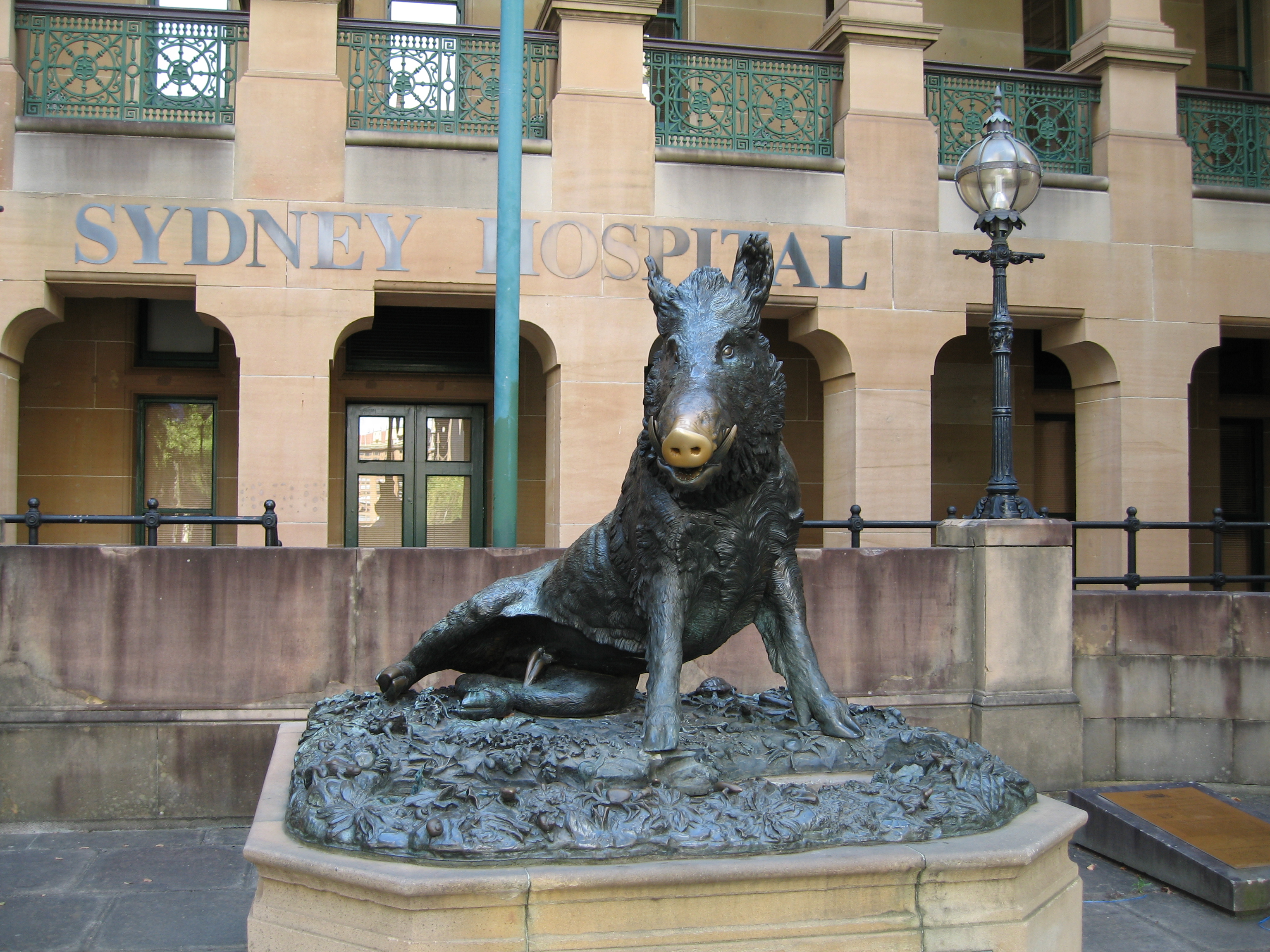
La copia di Sydney
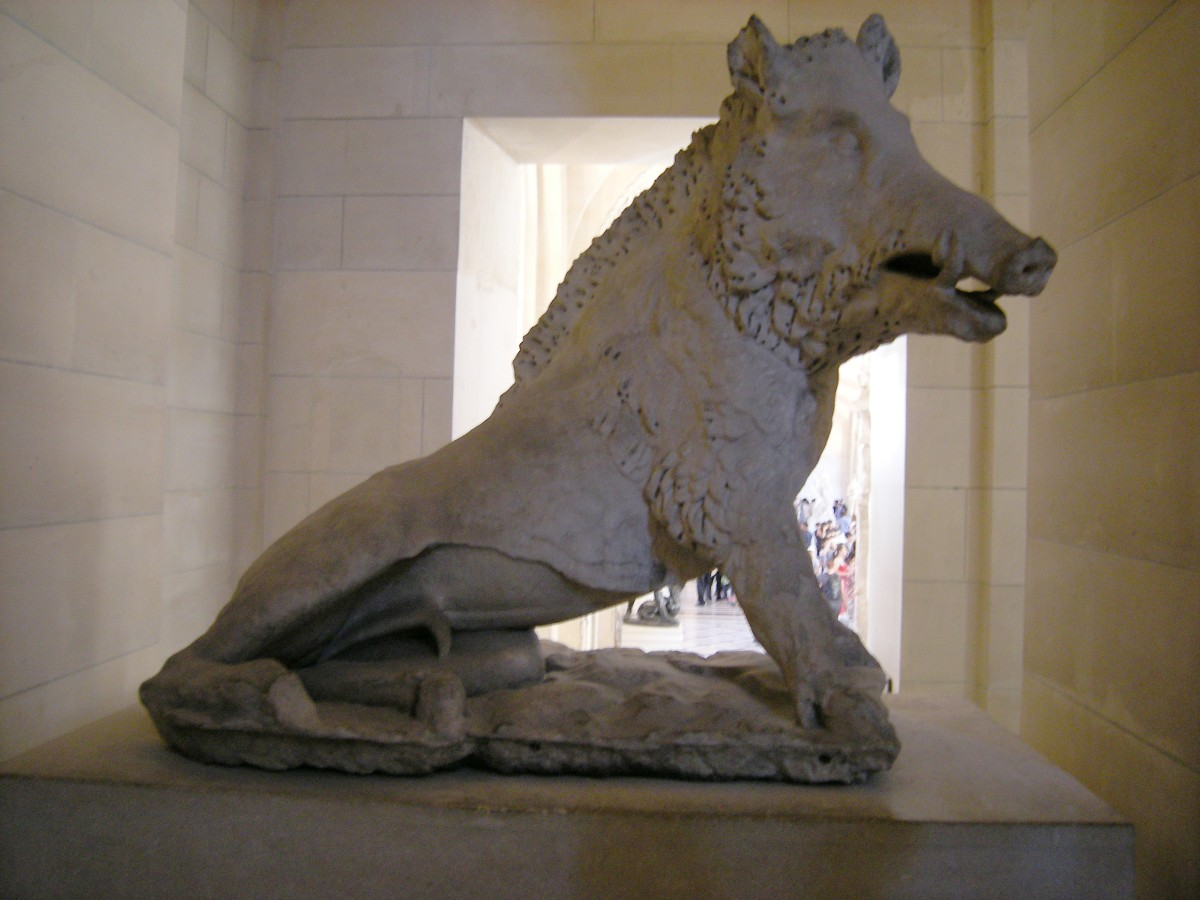
Scultura di Giovan Battista Foggini al Louvre (copia di scultura di epoca romana)
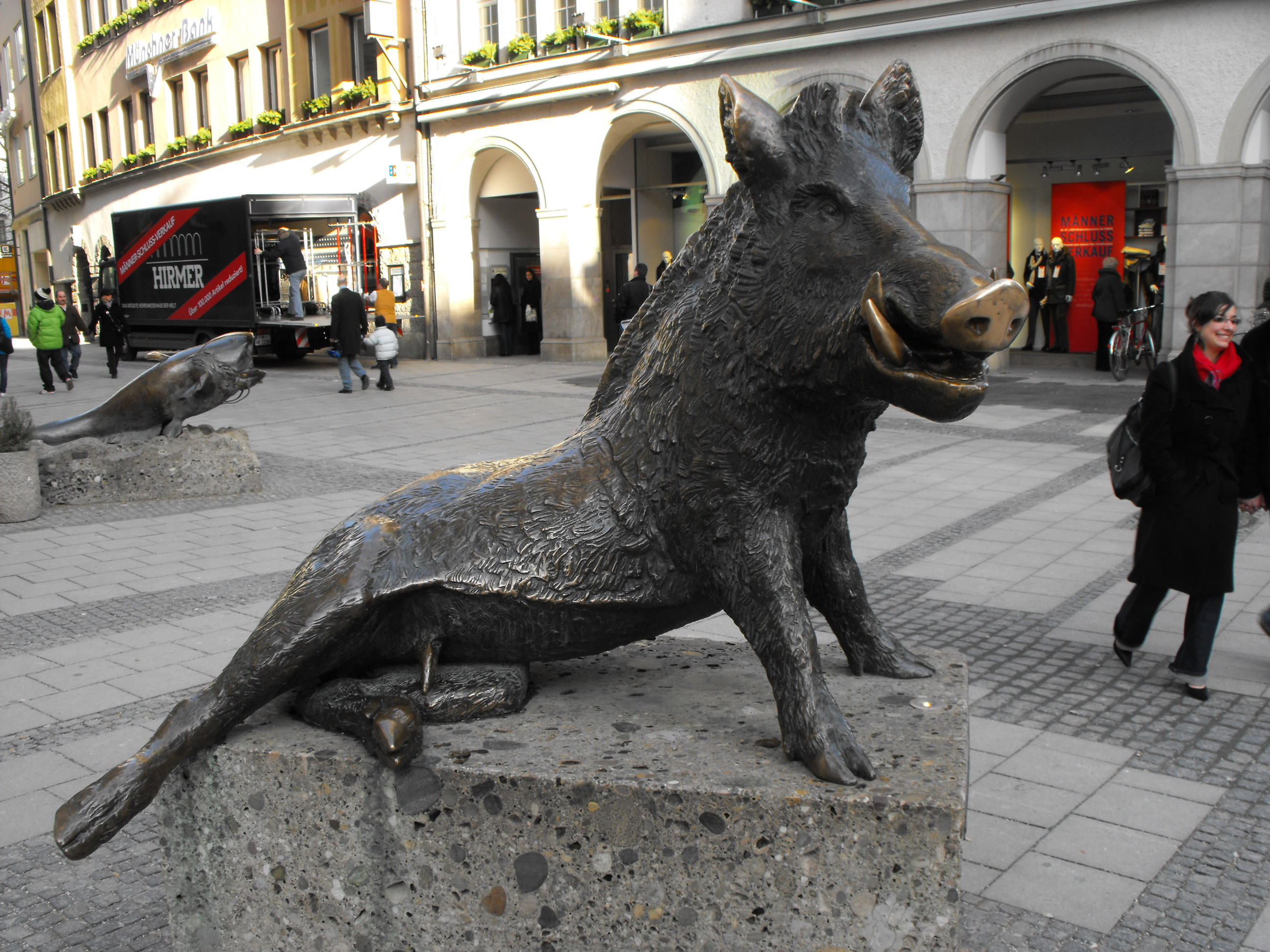
Altra versione a Monaco di Baviera
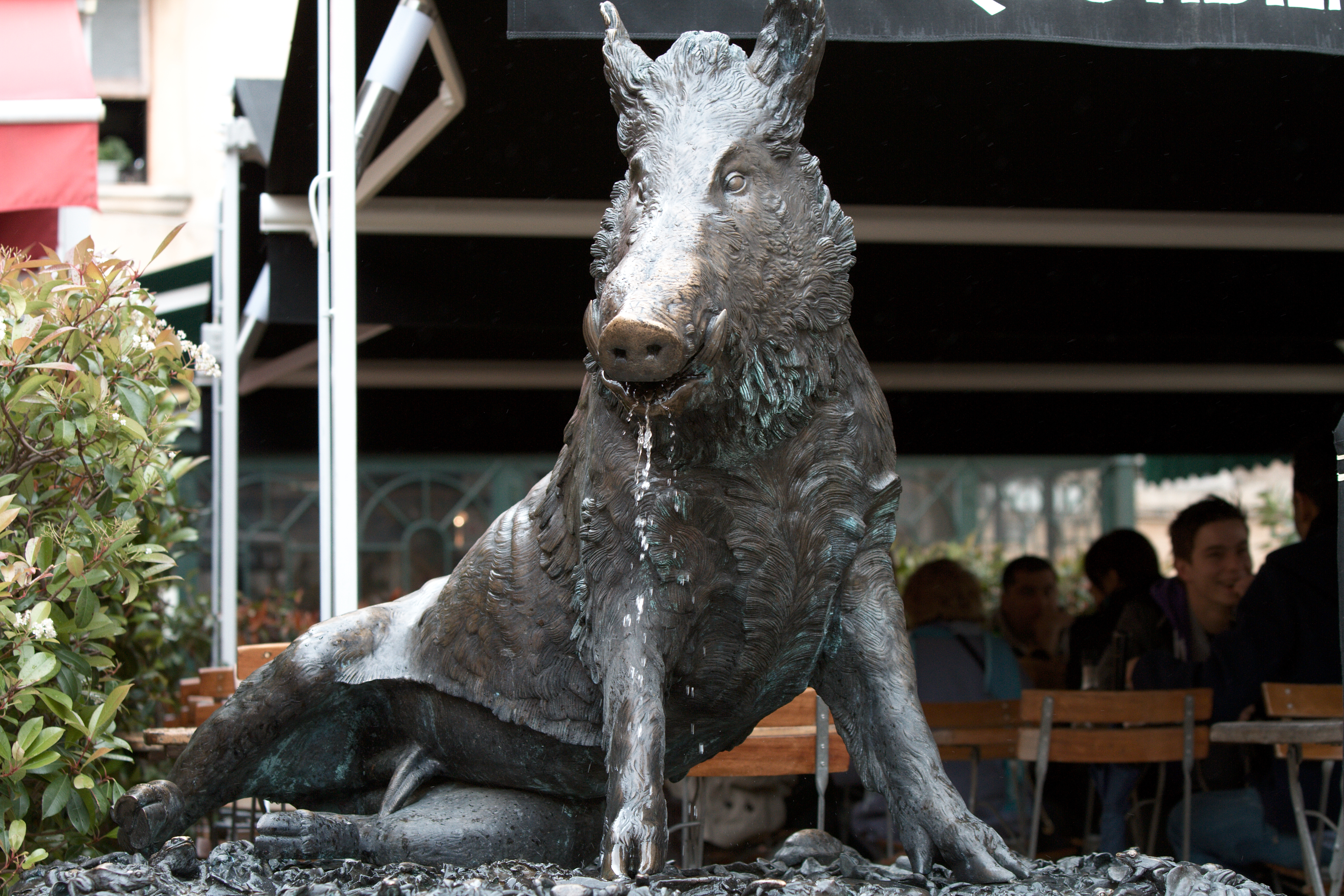
Fontana a Aix-en-Provence

## Note

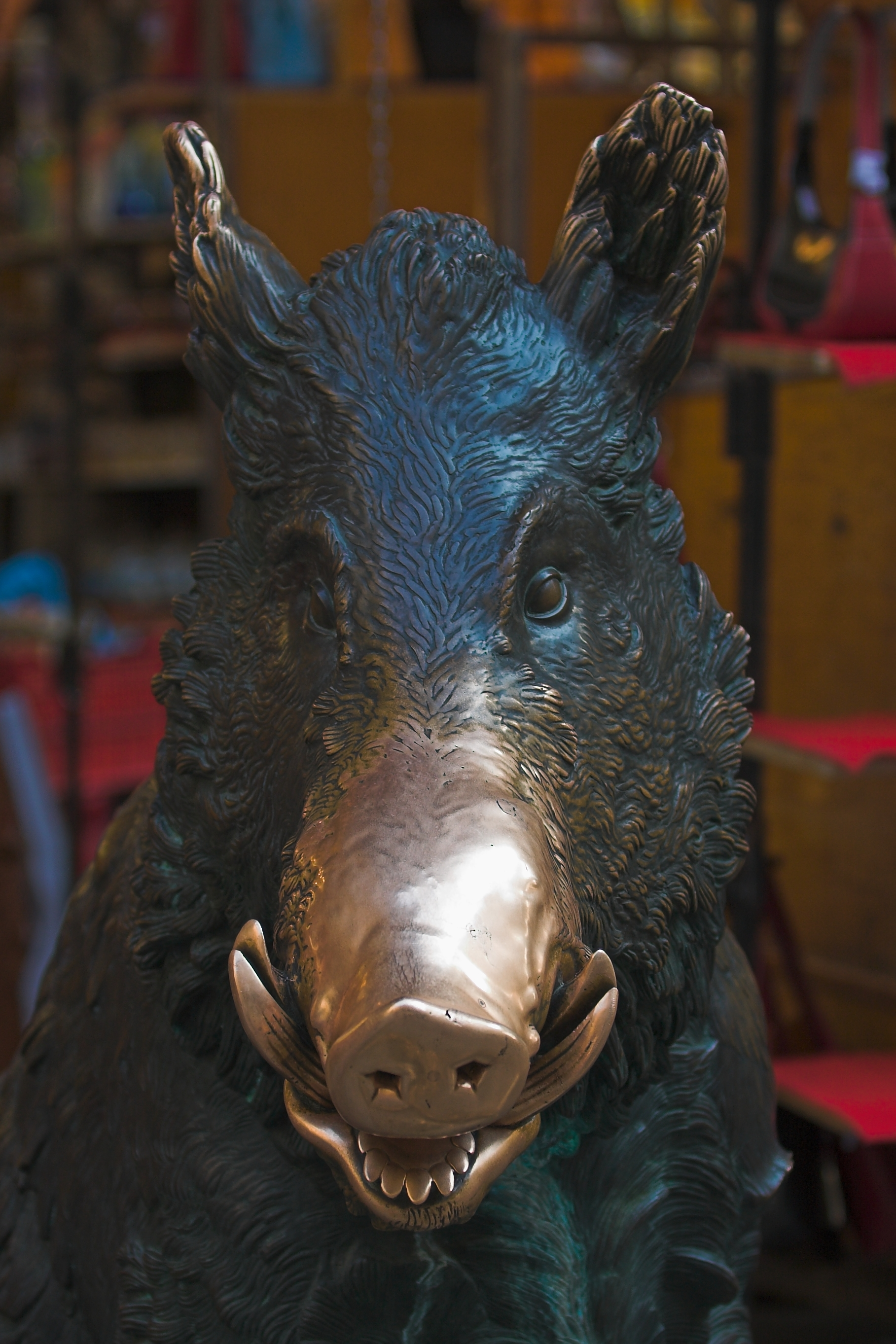
Primo piano

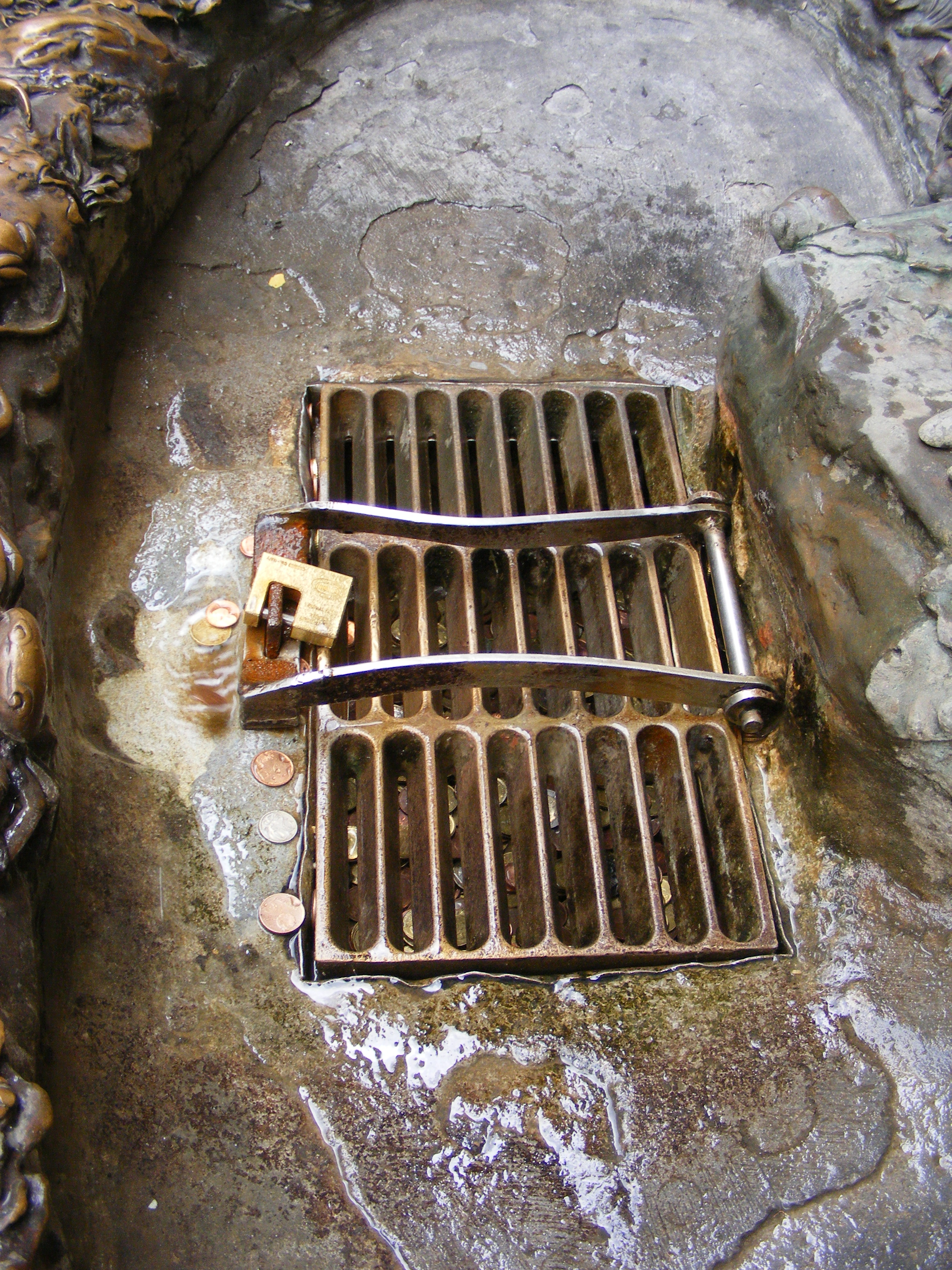
La grata dove finiscono le monete